# Stephan Hechinger

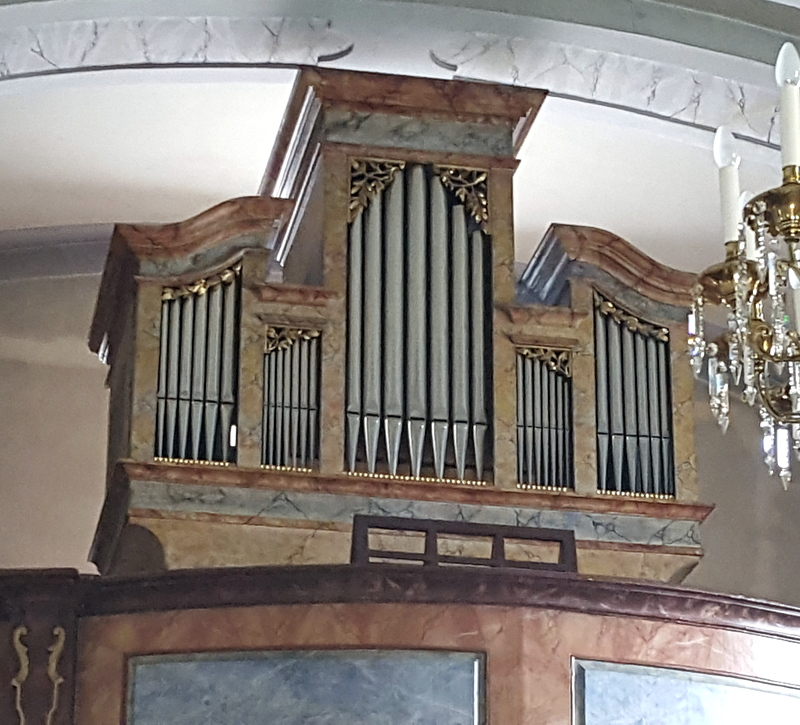
Orgel in Pfarrkirche Lanzenkirchen/NÖ

Stephan Hechinger (* 24. September 1793 in Hayingen/Deutschland; † nach 1867) war ein österreichischer Orgelbauer.

## Leben
Stephan Hechinger erhielt seine Ausbildung als Orgelbauer bei seinem Vater Anton Hechinger (1755–1835) in Hayingen. Er ließ sich dann in Wien als Orgelbauer nieder, wo er in Wien-Neubau Nr. 284 eine eigene Werkstätte errichtete und viele Orgeln in Wien und Niederösterreich baute. Er war auch mit Orgelreparaturarbeiten in Wien beschäftigt. Bei der Wiener Industrieausstellung 1839 präsentierte Hechinger erstmals eine Physharmonika als neuartiges Orgelregister. Dabei handelt es sich um ein Zungenregister mit durchschlagenden Zungen gleich einem Harmonium oder Akkordeon. Sein jüngerer Bruder Franz Sales Hechinger (1800–1887) war ebenfalls als Orgelbauer tätig.

## Werkliste
| Jahr | Ort                         | Gebäude                          | Bild | Manuale | Register | Bemerkungen                                                 |
| ---- | --------------------------- | -------------------------------- | ---- | ------- | -------- | ----------------------------------------------------------- |
| 1825 | Payerbach                   | Pfarrkirche Payerbach            |      | I/P     | 9        | nicht erhalten, Orgel aus 1963 von Rudolf Novak, Klagenfurt |
| 1832 | Steinabrückl                | Pfarrkirche Steinabrückl         |      | I/P     | 10       |                                                             |
| 1836 | Aspangberg-St. Peter        | Pfarrkirche St. Peter am Neuwald |      | I/P     | 6        | [ 2 ]                                                       |
| 1837 | Schrattenberg               | Pfarrkirche Schrattenberg        |      | I/P     | 10       |                                                             |
| 1843 | Lanzenkirchen               | Pfarrkirche Lanzenkirchen        |      | I/P     | 10       | restauriert durch Wolfgang Karner/Lanzenkirchen             |
| 1848 | Kleinfrauenhaid             | Pfarrkirche Kleinfrauenhaid      |      | II/P    | 17       | [ 3 ]                                                       |
| 1850 | Altenmarkt an der Triesting | Pfarrkirche                      |      | I/P     | 9        | [ 4 ]                                                       |
| 1859 | Mauerbach                   | Kartause Mauerbach               |      | I/P     | 5        |                                                             |